# Moreno Mannini
Moreno Mannini (Imola, 1962. augusztus 15. –) válogatott olasz labdarúgó, hátvéd.

## Pályafutása

### Klubcsapatban
1980–81-ben az Imolese, 1981–82-ben a Forlì, 1982 és 1984 között a Como, 1984 és 1999 között a Sampdoria labdarúgója volt. A Sampdoriával egy olasz bajnoki címet és négy kupagyőzelmet ért el. Tagja volt az 1988–89-es idényben KEK-döntős, majd az 1989–90-es idényben KEK-győztes csapatnak. Az 1991–92-es idényben BEK-döntős volt az együttessel. 1999–2000-ben az angol Nottingham Forest játékosa volt. 2000-ben az Imolese csapatában fejezte be az aktív játékot.

### A válogatottban
1992–93-ban tíz alkalommal szerepelt az olasz válogatottban.

## Sikerei, díjai
Sampdoria
- Olasz bajnokság (Serie A)
  - bajnok: 1990–91
- Olasz kupa (Coppa Italia)
  - győztes (4): 1985, 1988, 1989, 1994
  - döntős (2): 1986, 1991
- Olasz szuperkupa (Supercoppa Italiana)
  - győztes: 1991
  - döntős (3): 1988, 1989, 1994
- Bajnokcsapatok Európa-kupája (BEK)
  - döntős: 1991–92
- Kupagyőztesek Európa-kupája (KEK)
  - győztes: 1989–90
  - döntős: 1988–89